# ウーマン・イン・レッド (映画)
『ウーマン・イン・レッド』（原題：The Woman in Red）は、1984年製作のアメリカ合衆国のロマンティック・コメディ映画。ジーン・ワイルダー監督・主演。
1977年のフランス映画“Un éléphant ça trompe énormément”（監督：イヴ・ロベール）のリメイク。

## あらすじ
サンフランシスコ市の職員で超真面目なテディはある朝、出勤途中に見かけた赤いドレスの美女に心を奪われてしまう。
テディはその美女シャーロットに近づくべく、あの手この手でアプローチを試みるが、思わぬアクシデントでことごとく失敗に終わる。
それでも、親友バディの協力で何とかシャーロットへのアプローチに成功し、天にも昇る気持ちのテディであったが…。

## キャスト
| 役名             | 俳優                     | 日本語吹替 |
| ---------------- | ------------------------ | ---------- |
| テディ・ピアース | ジーン・ワイルダー       | 羽佐間道夫 |
| シャーロット     | ケリー・ルブロック       | 佐々木優子 |
| バディ           | チャールズ・グローディン |            |
| ディーディー     | ジュディス・アイヴィー   | 火野カチコ |
| ミルナー         | ギルダ・ラドナー         | 沢田敏子   |
| ジョーイ         | ジョセフ・ボローニャ     | 石丸博也   |

吹替その他：田原アルノ、山下啓介、佐々木るん、小室正幸、安西正弘、増岡弘、峰恵研、片岡富枝、二又一成、稲葉実、小林優子、伊井篤史、星野充昭、叶木翔子、松本梨香
初回放送：1991年5月25日 テレビ朝日 『ウィークエンドシアター』

## サウンドトラック
サウンドトラックはスティーヴィー・ワンダーが手掛け、主題歌「心の愛」（I Just Called to Say I Love You）は第57回アカデミー歌曲賞と第42回ゴールデングローブ賞 主題歌賞を受賞した。